# Louis Lully
Pour les articles homonymes, voir Lully.
Louis Lully, écuyer, est un musicien français né à Paris le 4 août 1664 et mort dans la même ville le 1er avril 1734.

## Biographie
Fils aîné de Jean-Baptiste Lully et de Madeleine Lambert, Louis Lully est né le 4 août 1664 à Paris et il est ondoyé le 6 août 1664 par Léonard de Lamet, doyen de l'église royale et collégiale Saint-Thomas-du-Louvre.
À l'âge de 13 ans, le 9 septembre 1677, il est baptisé dans la chapelle haute Saint-Saturnin de la Cour Ovale du château de Fontainebleau par Emmanuel-Théodose de La Tour d'Auvergne, cardinal de Bouillon et grand aumônier de France, en présence d'Antoine Durand, curé de l'église Saint-Louis de Fontainebleau : son parrain est le roi de France Louis XIV (d'où le prénom Louis) et sa marraine est la reine de France Marie-Thérèse d'Autriche.
Louis Lully faillit être déshérité par son père à la suite d'un comportement dissolu qui le conduisit en prison[réf. nécessaire].
Le 27 décembre 1694, avec « le consentement tacite et verbal de Madeleine Lambert, sa mère », Louis Lully épouse Marthe Bourgeois en l'église Saint-Martial à Paris : le couple a cinq enfants, tous baptisés entre 1693 et 1705 en l'église Saint-Paul de Paris. Parmi les cinq enfants, Louis André Chevalier Lully épouse Suzanne Catherine Cartaud le 26 avril 1721 en l'église Saint-Germain-l'Auxerrois, la famille habite alors Quai de la Mégisserie.
Louis Lully mourut le 1er avril 1734 à Paris et fut inhumé dans le tombeau familial construit pour son père Jean-Baptiste Lully en l'église Notre-Dame des Victoires.

## Œuvres
Louis n'eut pas la brillante carrière de son père, mais il composa toutefois, en collaboration avec son frère Jean-Louis notamment, quelques tragédies lyriques et ballets qui eurent un certain succès, comme Zéphire et Flore (ballet, 1688), Orphée (tragédie lyrique, 1690), Les Saisons, opéra-ballet (en collaboration avec Pascal Colasse) (1695) ou Alcide (tragédie lyrique, 1693).